# 第70回NHK紅白歌合戰
第70回NHK紅白歌合戰（日语：第70回NHK紅白歌合戦）於2019年12月31日下午7時15分至11時45分（JST）在日本東京的NHK音樂廳以現場直播的方式舉行。本次也是令和時代第一屆的紅白歌合戰。

## 播出概要
以下日期皆为2019年。
- 10月3日，节目日程及播出时间发表[1]。
- 10月18日，主持人名单确定并公布。內村光良连续第三年担任综合主持人。绫濑遥继2013和2015年之后再度担任红组主持人。櫻井翔连续第二年担任白组主持人。[2]
- 10月28日，於NHK廣播電視中心舉辦主持人人選記者會，公布NHK播報員和久田麻由子將與內村光良共同擔任綜合主持人[3]。
- 11月14日，於NHK廣播電視中心舉辦記者會公布出場歌手名單，該名單同時在NHK網站上發布。本屆共有8組歌手首次出場，其中出席記者會的有紅組的日向坂46、Foorin、LiSA，以及白組的Official髭男dism、Kis-My-Ft2、King Gnu、GENERATIONS；無法親自出席記者會的菅田將暉則以預錄影像登場[4][5][6][7]。
- 12月18日，嘉賓審查員名單公布[8]。同時本次紅白的審查方法延續去年，為電視觀眾、現場觀眾、現場審查員三方各自計票，對決全部結束後，每一方的勝出者獲得1分（共3分），總分獲得2分即贏得本次紅白的勝利。
- 12月20日，演唱曲目公布[9]。
- 12月27日，演唱曲順公布。

### 正式播出
- 12月31日，節目播出。白組在現場觀眾（1,361 : 1,002）及電視觀眾投票（437,825 : 332,394）中獲較多支持，紅組則只在審查員投票中獲勝（6 : 5），最終白組連續三年獲得優勝。
  - 內村光良除了擔任綜合主持之外，連續第三年在節目中另外飾演「紅白督導人」、源自NHK綜合台綜藝節目《LIFE!（日语：LIFE!〜人生に捧げるコント〜）》的角色「三津谷寬治」。
  - 三山宏在演唱《望鄉山河》時，連續第三年同步進行劍玉健力士世界紀錄挑戰（去年成功挑戰連續124人完成「大皿」紀錄，今年則增加一人，挑戰125人紀錄），但因第86號選手於完成動作後，球停留在大皿數秒後不穩而滑落，因此被判挑戰失敗。[10]
  - 於櫸坂46演出中擔任Center（中心站位）的平手友梨奈，繼兩年前演出《不協和音》時因體力透支、在二度表演後於台上暈倒後，當天在演唱同一首歌時，亦因過於賣力，於表演完畢後暈倒，要由隊友抬離現場[11]，及後平手於2020年1月23日宣佈退團，這次也成為了她最後一次以櫸坂46成員身份公演。

## 主持人
紅組
- 綾瀨遙（2019年NHK大河劇《韋駄天～東京奧運故事～》女主角）

白組
- 櫻井翔（傑尼斯偶像團體「嵐」成員）

綜合
- 內村光良（搞笑二人組「小內小南」成員，2019上半年NHK晨間劇《夏空》旁白，NHK綜合台綜藝節目LIFE!（日语：LIFE!〜人生に捧げるコント〜）主持人）
- 和久田麻由子（NHK東京播報室播報員，《NHK新聞 早安日本》主播）

## 出場歌手
初次登场／  重返红白／  特别企划
| 紅組 | 紅組                | 紅組      | 紅組                                   | 白組      | 白組             | 白組      | 白組                                          |
| 出場 順序 | 歌手或團體名        | 登場 次數 | 歌曲                                   | 出場 順序 | 歌手或團體名     | 登場 次數 | 歌曲                                          |
| 前半 | 前半                | 前半      | 前半                                   | 前半      | 前半             | 前半      | 前半                                          |
| --- | ------------------- | --------- | -------------------------------------- | --------- | ---------------- | --------- | --------------------------------------------- |
| 1 | Foorin              | 初        | 紅辣椒 -紅白特別版- （パプリカ -紅白スペシャルバージョン-）               | 2         | 鄉裕美           | 32        | 兩億四千萬隻眼睛 -異國情調"GO!GO!"Japan- （2億4千万の瞳 -エキゾチック"GO!GO!"ジャパン-） |
| 3 | aiko                | 14        | 煙火 （花火）                              | 4         | GENERATIONS      | 初        | EXPerience Greatness                          |
| 5 | 日向坂46            | 初        | 心動了 （キュン）                            | 6         | 純烈             | 2         | 純烈的生日快樂 （）                           |
| 小傑尼斯（SixTONES、Snow Man） Let's Go to 2020 Tokyo |                     |           |                                        |           |                  |           |                                               |
| 8 | 島津亞矢            | 6         | 線 （）                                | 7         | Hey! Say! JUMP   | 3         | 昂首向前走 ～令和特別版～ （上を向いて歩こう 〜令和スペシャルバージョン〜）                |
| 「歌唱夢想」特別企畫 Disney Cinema Medley 2019 中元美月「向未知探索〜隨心所欲」（イントゥ・ジ・アンノウン〜心のままに） DIAMOND✡YUKAI「我是你好朋友」（） 中村倫也&木下晴香「嶄新的世界」（） |                     |           |                                        |           |                  |           |                                               |
| 屁屁偵探舞蹈（ププッとフムッとかいけつダンス） |                     |           |                                        |           |                  |           |                                               |
| 10 | 天童芳美            | 24        | 大阪戀時雨 （大阪恋時雨）                        | 9         | Kis-My-Ft2       | 初        | Everybody Go                                  |
| 11 | AKB48               | 12        | 戀愛的幸運餅乾 ～紅白世界選拔SP～ （恋するフォーチュンクッキー 〜紅白世界選抜SP〜） | 12        | 山内惠介         | 5         | 深紅色的唇 （）                               |
| 14 | LiSA                | 初        | 紅蓮華                                 | 13        | 三浦大知         | 3         | Blizzard                                      |
| 15 | 坂本冬美            | 31        | 祝賀之酒 ～祝!令和特別版～ （祝い酒 〜祝!令和バージョン〜）        | 16        | King Gnu         | 初        | 白日                                          |
| 17 | 丘綠                | 3         | 紙鶴 （）                              | 18        | 福山雅治         | 12        | 出道30周年前SP組曲                            |
| 19 | TWICE               | 3         | Let's Dance Medley 2019                | 20        | 五木宏           | 49        | VIVA LA VIDA! ～活著真好！～ （VIVA LA VIDA! 〜生きてるっていいね!〜）             |
| 後半 |                     |           |                                        |           |                  |           |                                               |
| 21 | Little Glee Monster | 3         | ECHO                                   | 22        | DA PUMP          | 7         | DA PUMP ～ONE TEAM組曲～                      |
| 24 | 櫸坂46              | 4         | 不協和音                               | 23        | Official髭男dism | 初        | Pretender                                     |
| 25 | 水森香織            | 17        | 高遠 櫻花路 ～幻覺特別版～ （高遠 さくら路 〜イリュージョンスペシャル〜）        | 26        | King & Prince    | 2         | King & Prince ～紅白特別組曲～                |
| 不適用 | 不適用              | 不適用    | 不適用                                 | 27        | 三山宏           | 5         | 望鄉山河 ～第3回 邁向劍玉世界紀錄之路～ （望郷山河 〜第3回 けん玉世界記録への道）  |
| 「歌唱夢想」特別企畫 YOSHIKI feat. KISS＜YOSHIKISS＞「Rock and Roll All Nite -YOSHIKISS version.-」                                                       |                     |           |                                        |           |                  |           |                                               |
| 28 | 椎名林檎            | 7         | 人生充滿夢想 ～拜託同意篇～ （人生は夢だらけ 〜お願いガッテン篇〜）       | 不適用    | 不適用           | 不適用    | 不適用                                        |
| AI美空雲雀「從那時開始」（） |                     |           |                                        |           |                  |           |                                               |
| 30 | 乃木坂46            | 5         | 同步巧合                               | 29        | 關西傑尼斯8      | 8         | 關西傑尼斯8 向前! OSAKA組曲 （関ジャニ∞ 前向きにきばってこーぜ! OSAKAメドレー）              |
| 「與源媽媽同樂」特別篇 （星野源、雅真守、高畑充希、三浦大知、渡邊直美）                                                                                   |                     |           |                                        |           |                  |           |                                               |
| 32 | Perfume             | 12        | FUSION -紅白Ver.-                      | 31        | 星野源           | 5         | Same Thing                                    |
| 「歌唱夢想」特別企畫 北野武「淺草小孩」（） |                     |           |                                        |           |                  |           |                                               |
| 33 | 石川小百合          | 42        | 津輕海峽·冬景色                        | 34        | RADWIMPS         | 2         | 天氣之子 紅白特別版                           |
| 35 | Superfly            | 4         | Flair （）                             | 36        | 菅田將暉         | 初        | 找錯遊戲 （）                                 |
| 竹內瑪莉亞×第70回紅白 「繫上未來生命的訊息」特別企畫 竹內瑪莉亞「生命之歌」（）                                                                           |                     |           |                                        |           |                  |           |                                               |
| 37 | 生物股長            | 11        | 隨著風吹                               | 38        | 柚子             | 10        | 紅白SP組曲 2019-2020                          |
| NHK2020應援歌曲 嵐「風箏」（カイト） |                     |           |                                        |           |                  |           |                                               |
| 「歌唱夢想」特別企畫 松任谷由實「No Side」（） |                     |           |                                        |           |                  |           |                                               |
| 40 | 松田聖子            | 23        | Seiko Best Song Medley                 | 39        | 冰川清志         | 20        | 紅白極限突破特別組曲 （紅白限界突破スペシャルメドレー）                     |
| 41 | MISIA               | 4         | 愛的形狀組曲 （アイノカタチメドレー）                      | 42        | 嵐               | 11        | 嵐×紅白特別組曲                               |

1. ↑  DA PUMP全體成員伴舞演出。
2. ↑  King & Prince的高橋海人及平野紫耀共同參與演出。
3. ↑  本屆AKB48以「紅白世界選拔」的名義，從AKB48集團日本國內外各團中選拔48名成員代表登台演出。出場成員名單：  - AKB48 - 入山杏奈、加藤玲奈、田口愛佳、千葉惠里、西川怜、前田彩佳、向井地美音、山根涼羽、橫山由依、峯岸南、武藤十夢、込山榛香、柏木由紀、大家志津香、佐佐木優佳里、岩立沙穗、谷口惠、福岡聖菜、久保怜音、大盛真歩、村山彩希、岡田奈奈、淺井七海、山內瑞葵、坂口渚沙、岡部麟、小栗有以、小田繪里奈、永野芹佳、大西桃香、下尾美羽、行天優莉奈、倉野尾成美。
  - SKE48 - 須田亞香里。
  - NMB48 - 白間美瑠、吉田朱里。
  - HKT48 - 田中美久。
  - NGT48 - 本間日陽。
  - STU48 - 石田千穗、瀧野由美子。
  - JKT48 - Shani。
  - BNK48 - Mobile。
  - MNL48 - Abby。
  - AKB48 Team SH - 劉念。
  - AKB48 Team TP - 邱品涵。
  - SGO48 - Anna。
  - CGM48 - Sita。
  - DEL48 - Glory。
4. ↑  以日语、汉语、印尼语、泰语、他加禄语、越南语、印地语演唱。
5. ↑  King & Prince中的岸優太、神宮寺勇太及永瀨廉擔當和樂團伴奏中的和太鼓部份。
6. ↑  Kis-My-Ft2全體成員伴舞演出。
7. ↑  於Pacifico橫濱舉行的單獨跨年演唱會作現場連線演出，是自2010年以來連續10年以相同的安排出場。
8. ↑  先後演唱了《Hello（日语：HELLO (福山雅治の曲)）》、《虹（日语：虹/ひまわり/それがすべてさ）》、《零 -ZERO-》等3曲。
9. ↑  先後演唱了《TT》、《Fancy》等2曲。
10. ↑  先後演唱了《P.A.R.T.Y. ～Universe Festival～（日语：P.A.R.T.Y. 〜ユニバース・フェスティバル〜）》、《U.S.A.（日语：U.S.A. (曲)）》等2曲。
11. ↑  先後演唱了《Cinderella Girl》、《koi-wazurai（日语：koi-wazurai）》等2曲。
12. ↑  於美國錄播。
13. ↑  在此曲之前還加唱了《JIYU-dom（日语：ジユーダム）》。
14. ↑  櫸坂46、日向坂46以及內村光良（以「權之助坂46」名義）亦參與演出。該次同時為坂道系列3團（乃木、櫸、日向）首次在紅白同台演出。
15. ↑  先後演唱了《ZUKKOKE男道》、《積極的吶喊！（日语：前向きスクリーム!）》等2曲。
16. ↑  另演唱了《Polyrhythm》。
17. ↑  於澀谷Scramble Square頂層的「Shibuya Sky」錄播。
18. ↑  於NHK音樂廳旁的NHK放送中心CT-101攝影棚直播。
19. ↑  先後演唱了《Grand Escape》、《沒事的》等2曲。
20. ↑  於NHK音樂廳旁的NHK放送中心CT-102攝影棚直播。
21. ↑  先後演唱了《榮光之橋》、《SEIMEI（日语：SEIMEI）》等2曲。
22. ↑  於新國立競技場錄播，演出前播放該歌曲的作曲及作詞者米津玄師的解說影像。
23. ↑  先後演唱了《時間之國的愛麗絲（日语：時間の国のアリス）》、《Rock'n Rouge（日语：Rock'n Rouge）》、《櫻花（日语：チェリーブラッサム）》、《夏天的門外（日语：夏の扉）》等4曲。
24. ↑  演出時只唱了《極限突破×倖存者（日语：限界突破×サバイバー）》一曲，但採用了《沒關係（日语：大丈夫/最上の船頭）》中的結尾作為前奏。
25. ↑  先後演唱了《愛的形狀》、《Into the Light（日语：THE GLORY DAY）》、《Everything》等3曲。
26. ↑  先後演唱了《A·RA·SHI》、《Turing Up（日语：Turning Up）》等2曲。

## 其他出演者
此處列出節目中主持人、出場歌手以外的演出人員。

### 審查員
共11人（五十音順）：
- 井上尚彌：職業拳擊手。
- 上沼惠美子（日语：上沼恵美子）：知名主持人，曾擔任過2屆紅白的紅組主持。
- 三明治人：搞笑藝人二人組，2020年東京奧運聖火傳遞的官方大使。
- 澀野日向子（日语：渋野日向子）：職業高爾夫球手。
- 瀨戶大也：游泳選手，2020年東京奧運日本國手。
- 田中圭：演員，本年主演大受歡迎的民放連續劇。
- 戶田惠梨香：演員，本年秋季NHK晨間劇《緋紅》飾演主角・喜美子。
- 中西麻耶（日语：中西麻耶）：田徑選手，2020年東京帕運日本國手。
- 長谷川博己：演員，2020年NHK大河劇《麒麟來了》飾演主角・明智光秀。
- 廣瀨鈴：演員，本年春季NHK晨間劇《夏空》飾演主角・夏。
- 吉野彰：化學家，2019年諾貝爾化學獎得主。

### 其他播出平台主持人
- 电台解说：片山千惠子、田村直之（NHK东京）
- 电视副声道解说：山里亮太、渡边直美、杉浦友纪
- 旁白：花泽香菜、梶裕贵

### 企劃、應援、共演嘉賓
- 清塚信也（日语：清塚信也）：鋼琴家兼演員，為島津亞矢演唱時作伴奏。
- 桑田將司（Matt）：綜藝藝人兼音樂家，為天童芳美演唱時作鋼琴伴奏。
- 木嶋真優（日语：木嶋真優）：小提琴家，為山內惠介作伴奏演出。
- 武田真治（日语：武田真治）、岡村隆史（搞笑二人組NINETY-NINE成員）：為五木宏作薩克管伴奏。
- 小智子（チコちゃん）：NHK綜合台綜藝節目《被小智子批評！（日语：チコちゃんに叱られる!）》主人翁，為五木宏作爵士鼓伴奏。
- 魔術師MAGUS（メイガス）、伊達幹生（日语：伊達みきお）（搞笑二人組三明治人成員）：於水森香織環節中共同演出。其中伊達以藝名「萬幹生」（萬みきお）的名義在此環節中登台亮相。
- 石田明（日语：石田明）、內海崇（搞笑二人組牛奶男孩（日语：ミルクボーイ）成員）、DJ KOO（日语：DJ KOO）（音樂組合TRF成員）、數原龍友（音樂組合GENERATIONS成員）、上原太（搖滾樂團Maximum The Hormone成員）、堀江翔太（日语：堀江翔太）（日本國家橄欖球隊成員）：三山宏挑戰劍玉健力士世界紀錄的參與者。
- 浪花男子（なにわ男子）：於關西傑尼斯8演唱《積極的吶喊！》時一同演唱。
- 三浦透子：與RADWIMPS《Grand Escape》中演唱。
- 松任谷正隆（日语：松任谷正隆）：為柚子演出的兩首歌曲重新編曲，並擔任鋼琴伴奏。
- 野澤雅子：《龍珠》中聲演孫悟空等角色，為冰川清志作應援。
- 塚地武雅（搞笑二人組醉龍（日语：ドランクドラゴン）成員）、室剛、中川大志、次郎（搞笑二人組西頌步（日语：シソンヌ）成員）：NHK綜合台綜藝節目《LIFE!（日语：LIFE!〜人生に捧げるコント〜）》出演者，於企劃單元「LIFE!×紅白」登場演出。
- 巧克力星球（日语：チョコレートプラネット）：搞笑二人組，於數個過場環節中登場。

## 收視率
本屆紅白創下了有史以來平均收視率最低記錄。根據Video Research的統計，前半部、後半部均無法達至40%。
| 地區 | 前半部 | 後半部 |
| ---- | ------ | ------ |
| 關東 | 34.7%  | 37.3%  |
| 關西 | 31.9%  | 36.2%  |

最高瞬間收視率為當天23:41錄得的42.3%，相比前一年的45.5％下跌了3.2%。歌手方面，最高為總壓軸的嵐，收視率為40.8%，其次是獲得40.4%的冰川清志，但兩者皆比前年由南方之星總壓軸時的45.3%為低；至於紅組，最高收視率為MISIA，獲得40.1%。至於前半部的最高收視率為小智子與岡村隆史的過場部份（19:44），為37.5%。

## 備註
1. ↑  . ニッカンスポーツ・コム. 日刊スポーツ新聞社. 2019-10-03  [2019-10-03]. （原始内容存档于2020-07-11） （日语）.
2. ↑  . 音楽ナタリー.   [2019-10-17]. （原始内容存档于2019-10-17） （日语）.
3. ↑  . ニッカンスポーツ・コム. 日刊スポーツ新聞社. 2019-10-28  [2019-11-13]. （原始内容存档于2019-10-28） （日语）.
4. ↑   [紅白歌合戰　決定41組出場歌手　8組初出場]. NHK NEWS WEB (日本放送協會（NHK）). 2019-11-14  [2019-11-16]. （原始内容存档于2019-11-16） （日语）.
5. ↑   [《第70回NHK紅白歌合戰》發表出場歌手！　初出場為Kis-My-Ft2、菅田將暉、日向坂46等]. ORICON NEWS (oricon ME inc.). 2019-11-14  [2019-11-16]. （原始内容存档于2019-11-16） （日语）.
6. ↑   [「紅白」初出場為日向坂、Foorin、LiSA、髭男、Kisumai、King Gnu、GENE、菅田將暉]. 音樂Natalie (Natasha, Inc.). 2019-11-14  [2019-11-16]. （原始内容存档于2019-11-16） （日语）.
7. ↑   [《第70回NHK紅白歌合戰》正式發表出場歌手]. modelpress (Netnative Inc.). 2019-11-14  [2019-11-16]. （原始内容存档于2019-11-16） （日语）.
8. ↑  . NHK NEWS WEB.   [2019-12-18]. （原始内容存档于2019-12-18） （日语）.
9. ↑  . ORICON NEWS. 2019-12-20  [2019-12-24]. （原始内容存档于2019-12-20） （日语）.
10. ↑  產經新聞的有關報導 （页面存档备份，存于），但包括該報在內的多份日本報章新聞均錯誤指出失敗者為第80號選手。
11. ↑  平手友梨奈《紅白》演出受傷被抬離場，東網，2019年12月31日；唯多份香港傳媒報導疑因翻譯上的失準，把日文漢字「卒倒」錯譯為「摔倒」，及後部份報導才作出了修正。
12. ↑  . 時事通信社. 2020-01-02  [2020-01-02] （日语）.[]
13. ↑  . スポーツニッポン. 2020-01-06  [2020-01-07]. （原始内容存档于2020-01-06） （日语）.
14. ↑  . 日刊スポーツ. 2020-01-07  [2020-01-07]. （原始内容存档于2020-01-07） （日语）.
15. ↑  . スポーツ報知. 2020-01-07  [2020-01-07]. （原始内容存档于2022-03-01） （日语）.

## 外部連結
- 官方網站 （页面存档备份，存于）
- 的X（前Twitter）
- 的Instagram帳戶